# Pterandra mcphersonii
Pterandra mcphersonii är en tvåhjärtbladig växtart som beskrevs av C. Anderson. Pterandra mcphersonii ingår i släktet Pterandra och familjen Malpighiaceae. Inga underarter finns listade i Catalogue of Life.